# Arsen Melikjan
Arsen Melikjan (armenisch Արսեն Մելիքյան, * 17. Mai 1976 in Jerewan, Armenische SSR, Sowjetunion) ist ein armenischer Gewichtheber.

## Karriere
Seinen bislang größten Erfolg feierte Arsen Melikjan bei den Olympischen Sommerspielen 2000, wobei er eine Bronzemedaille in der Gewichtsklasse bis 77 kg mit einer Gesamtleistung von 365 kg erringen konnte. Zudem gewann die Bronzemedaille bei der Europameisterschaft 2005 in der Kategorie bis 85 kg mit einer Gesamtleistung von 362,5 kg.